# Triboulet (dramaturge)
Pour les articles homonymes, voir triboulet (homonymie).
 (août 2017).
Améliorez-le ou discutez des points à vérifier. 
Triboulet est le bouffon du roi René d'Anjou. Il ne doit pas être confondu avec le fou de Louis XII et de François Ier, il existerait au moins trois Triboulet : l'homonymie était répandue parmi les fous de cour. Ce nom, qui en quelque sorte équivaut aujourd'hui à souffre-douleur, viendrait du verbe archaïque tribouler. Triboulet du roi René d'Anjou serait le premier.

## Biographie
Le peu qu’on sait du Triboulet original a été résumé par Maurice Lever. Le médiéviste Bruno Roy, confirmant les intuitions de Gustave Cohen et d’Eugénie Droz, a surtout étudié l’homme de théâtre dans ses articles et dans son livre. 
Une édition bilingue du théâtre de Triboulet a été publiée par Thierry Martin.
Car si le bouffon du roi René fut un chef de troupe et un comédien génial, il fut aussi le meilleur auteur de farces et de sotties. Il a composé un très grand nombre de pièces comiques, dont cinq nous sont parvenues : la sottie du Roi des Sots (~ 1454), possiblement la célèbre farce de Maître Pathelin (~ 1457, ), la sottie des Vigiles Triboulet (~ 1458), la sottie des Copieurs et lardeurs (~ 1461), et la sottie des Sots qui corrigent le magnificat (~ 1462). À la fin de sa carrière, il écrivit un Débat de Triboulet et de la Mort (~ 1480).
Sa physionomie de nain microcéphale le destinait au burlesque. René d’Anjou récompensa ses mérites en l’habillant comme un roi, en le mariant avec le plus grand faste, et en faisant graver une médaille à son effigie. Quant à Charles d’Orléans, il lui offrit une magnifique jument.
Les Vigiles Triboulet parlent du jargon composé par Villon :
Oncques maistre Françoys Villon
Ne composa si bon jargon.

Cela tendrait à prouver que les deux auteurs se seraient rencontrés à la cour de René d'Anjou en 1457, mais la date de cette sottie est controversée et celle des Ballades en jargon du manuscrit de Stockholm est incertaine, de même que leur attribution à Villon.